# Лебедева, Вера Антоновна
Вера Антоновна Лебедева — советский врач и политический деятель.

## Биография
Родилась в 1938 году. Член КПСС с 1976 года.
Окончила Хабаровский медицинский институт.
В 1962—1964 гг. — врач-терапевт участковой больницы.
В 1964—1966 гг. — заведующая отделением санатория «Уссури» Хабаровского района Хабаровского края.
В 1966—1971 гг. — врач-терапевт, в 1971—2000 гг. — заведующая медицинским отделением санатория имени Серго Орджоникидзе в городе Кисловодске Ставропольского края.
Избиралась депутатом Верховного Совета СССР 11-го созыва. Делегат XXVI съезда КПСС.
Жила в Кисловодске.

## Награды
- Орден Октябрьской Революции
- Орден Знак Почёта